# Chambeyronia divaricata
Espèce
Chambeyronia divaricata est une espèce de plantes à fleurs de la famille des Arecaceae. Son aire de répartition d'origine est le centre et le sud-est de la Nouvelle-Calédonie. C'est un arbre qui pousse principalement dans le biome tropical humide.

## Description
Ce palmier peut atteindre 8-9 m de haut. Le stipe de 5 à 9 cm de diamètre, avec des racines visibles à la base. Le tronc est élancé, gris à brun clair. Sa couronne est relativement clairsemée mais attrayante, et la tige de couronne est vert jaune ou brunâtre. 

## Habitat et répartition
Chambeyronia divaricata pousse dans la forêt pluviale de basse montagne du sud et du centre de la Nouvelle-Calédonie continentale. C'est un palmier de sous-bois des forêts humides, de 60 à 1 000 m, au sud de La Grande-Terre en Nouvelle-Calédonie, sur les sols érodés ou les débris sur substrats ultramafiques.

## Utilisation
C'est un élégant palmier de serre froide. « Cette espèce reste souvent plus naine que d'autres espèces. Ses frondes d'un beau vert clair sont composées d'une douzaine de segments linéaires et pendants »

## Systématique
Le nom correct complet (avec auteur) de ce taxon est Chambeyronia divaricata (Brongn.) Hodel (d) & C.F.Barrett (d).
L'espèce a été initialement classée dans le genre Kentiopsis sous le basionyme Kentiopsis divaricata Brongn..
Chambeyronia divaricata a pour synonymes :
- Actinokentia divaricata (Brongn.) Dammer
- Actinokentia schlechteri Dammer
- Drymophloeus divaricatus (Brongn.) Benth. & Hook.f. ex Becc.
- Kentia divaricata Pancher
- Kentia divaricata Pancher ex Brongn.
- Kentia polystemon Pancher
- Kentia polystemon Pancher ex H.Wendl.
- Kentiopsis divaricata Brongn.